# 항구적 자유 작전
항구적 자유 작전(영어: Operation Enduring Freedom, OEF)은 9.11 테러 이후 미국이 주도한 테러와의 전쟁의 일부이다.
항구적 자유 작전은 아프가니스탄, 사하라 일대, 카자흐스탄, 필리핀 아프리카의 뿔, 조지아, 카리브 해 및 중앙아메리카 지역에서 진행되었으며, 
아프가니스탄의 경우 2015년 단호한 지원 작전으로 명명된 작전과 전환되었다.

## 같이 보기
- 탈레반
- 아프가니스탄
- 소말리아 해적
- 소말리아